# ドコモメール
ドコモメールは、NTTドコモが2013年10月24日に開始した電子メール（キャリアメール）サービスである。クラウドメールとも呼ばれアプリや端末内に蓄積する様な保存形式とは違って、メーリングサーバーとソフトウェアが同期する事によって安全性が保たれる。マルチデバイスとなりspモードのプロバイダー以外の回線でも利用が可能な所も特徴の一つとされる。FOMA契約やXi契約を問わずdアカウントを利用することが出来ればマルチデバイスとなる。プロバイダーとして使う用途を持たないユーザーにはキャリアメールのみとしても活用は可能になる。

## サービス利用方法
- Androidは各端末のメールアプリをタップして、ドコモアプリケーションマネージャーにてインストールする
- iPhoneとiPadはdメニューでドコモメール利用設定をタップし3G/LTEはSPモードパスワード、Wi-FiはドコモIDとパスワードを入力後プロファイルをインストールする
- PCはドコモメール(ブラウザ版)として直接ネットの中から送受信を行う方法とOutlookの様なメールクライアントソフトウェアから送受信を行う方法がある

## サービス内容
SPモードメール同様対応端末でのメール送受信機能
- 新サービス・端末紛失時のバックアップ機能（保存容量は最大1ギガもしくはメール2万件保護したメールを除く）
- 新サービス・マルチデバイスでのメール閲覧、送受信機能（メッセージR/F）は対象外

## 利用料金
ドコモメール自体に料金がかかることはなくインターネットサービスプロバイダー（spモード）の300円（税別）で利用できる。